# Hedwig Maria Stuber
Hedwig Maria Stuber ist das Pseudonym der Autorinnen Maria Huber und Hermine Hedwig Stumpf, die unter diesem Namen die Kochbücher Ich helf dir kochen und Ich helf dir backen veröffentlicht haben.

## Entstehung
Bis zur 43. Auflage wurde das Kochbuch, das im Jahr 1955 zum ersten Mal erschienen war, rund 3,5 Millionen Mal verkauft. Die Erstellung der ersten Auflage nahm seinerzeit vier Jahre in Anspruch. Die 10.000 Exemplare verkauften sich binnen eines Jahres. Seit der 51. Auflage mit etwa 2000 Rezepten wird das Buch von Angela Ingianni fortgeführt. Neben Rezepten umfasst das Werk auch Anleitungen zur Kochtechnik und eine Einführung in die Lebensmittelkunde.

## Schriften
- Ich helf Dir kochen. Das Grundkochbuch. 51. Auflage. BLV, München 2021, ISBN 978-3-96747-013-0.
- Ich helf Dir backen. BLV, München 2018, ISBN 978-3-8354-1800-4.